# USS Growler (SS-215)
USS Growler (SS-215) – amerykański okręt podwodny typu Gato, pierwszego masowo produkowanego wojennego typu amerykańskich okrętów podwodnych. Zwodowany 22 listopada 1941 roku w stoczni Electric Boat, został oficjalnie włączony do służby w marynarce amerykańskiej 22 listopada 1941. 7 lutego 1943 roku, podczas wojny na Pacyfiku, znajdujący się na pokładzie jednostki ranny dowódca okrętu Howard Gilmore, wydał swojemu zastępcy rozkaz zanurzenia znajdującego się pod ostrzałem artyleryjskim okrętu, decydując tym samym o swojej śmierci. Za poświęcenie życia w celu uratowania okrętu, Howard Gilmore został pośmiertnie odznaczony Kongresowym Medalem Honoru - najwyższym odznaczeniem wojennym Stanów Zjednoczonych.
USS „Growler” (SS-215) został jednak zatopiony 8 listopada 1944 roku na Morzu Południowochińskim, podczas ataku amerykańskiego wilczego stada na japoński konwój. Dokładna przyczyna zatopienia nie jest znana.